# Martin Hassek
Martin Hassek (26. října 1796 Třebíč – 9. listopadu 1862 Třebíč) byl první třebíčský volený starosta (purkmistr) a koželuh.

## Biografie
Martin Hassek pocházel ze známé třebíčské rodiny Hassků, ta je v Třebíči již od 16. století, byl vlastníkem domu na Karlově náměstí a také majitelem a ředitelem továrny zpracující kůže, kdy zaměstnával přibližně 300–400 zaměstnanců. V době, kdy byl zvolen starostou, tj. v roce 1851 pak byl představitelem německé správy. Již dříve působil ve správě města. Za jeho vlády byla rozšířena škola, snažil se o založení tzv. měšťanské školy, za jeho vedení města byla postavena nová školní budova, právě z důvodu toho, aby mohla v Třebíči působit měšťanská škola. Škola pak byla postavena nedaleko městské věže přibližně v místech někdejší střední školy zdravotnické. Snažil se také o založení první střední školy v Třebíči, nicméně k tomu nedošlo z finančních důvodů a tak Hassek v roce 1857 odešel z pozice starosty.
Snažil se také založit střelnici ve svahu Libušina údolí, upravit okolí hradeb opravou cest a zasypáním příkopů, dal vybudovat kanalizaci v okolí rybníka Jordán a nechal zakrýt stoku mezi Masarykovým náměstím a Stařečkou, byly také dokoupeny lampy na Karlovo náměstí (kdy některé zaplatil sám) a nechal opravit svatováclavskou kašnu na náměstí. Vznikla také malá nemocnice.
Také prosadil, aby byla propojena městská věž s kostelem sv. Martina z Tours. Hassek byl pohřben v roce 1862 do zdobené rodinné hrobky na Starém hřbitově v Třebíči, tak pak byla v roce 2013 opravena na náklady města.